# Ватсиманйоки
Ватсиманйоки — река в Мурманской области России. Протекает по территории Кандалакшского района. Левый приток реки Тунтсайоки.
Длина реки составляет 50 км. Площадь бассейна 547 км².
Берёт начало на горе Волнвара, близ границы Кандалакшского района с городским округом Ковдорский район. Порожиста, сплавная, протекает по лесной, заболоченной местности. Питание в основном снеговое. Последние 15 км перед устьем — мелкие перекаты. Крупнейшие притоки Ахмаоя (0,8 км от устья), Хяркекуолоноя (12 км от устья), Суройваноя (24 км от устья) и Исоя (25 км от устья). Также в верхнем течении имеет левый приток без названия, вытекающий из озера Репоярви.
Впадает в Тунтсайоки слева в 83 км от устья.

## Данные водного реестра
По данным государственного водного реестра России относится к Баренцево-Беломорскому бассейновому округу, водохозяйственный участок реки — Ковда от Кумского гидроузла до Иовского гидроузла. Речной бассейн реки — бассейны рек Кольского полуострова и Карелии.
Код объекта в государственном водном реестре — 02020000512102000000962.